# Batrachorhina affinis
Batrachorhina affinis är en skalbaggsart som beskrevs av Stefan von Breuning 1938. Batrachorhina affinis ingår i släktet Batrachorhina och familjen långhorningar.
Artens utbredningsområde är Madagaskar. Inga underarter finns listade.